# Danielle Bennett
Danielle Bennett is een Canadees schrijfster van fantasy. Ze is het meest bekend van haar in 2008 verschenen boek Havemercy, dat ze samen schreef met Jaida Jones.

## Biografie
Bennett werd geboren in Victoria, Brits-Columbia en studeerde aan Vic High en het Camosun College. Nadat ze Jones had leren kennen besloten ze samen een boek te schrijven. Het resultaat is Havemercy, dat in 2008 door Random House werd gepubliceerd.